# Carmen Santonja
María del Carmen Santonja Esquivias (Madrid, 4 de julio de 1934-23 de julio de 2000) fue una compositora, escritora, cantante, actriz y pintora española, e integrante del dúo musical Vainica Doble, grupo de música pop que estuvo en activo de forma irregular entre 1971 y 2000 formado por ella y Gloria van Aerssen (1932-2015) y que influyó en el pop independiente español.

## Biografía
Pertenecía a una familia de gran tradición artística y especial vocación por la pintura como Eduardo Rosales (bisabuelo), Carlota Rosales, Miguel Santonja, Eduardo Santonja Rosales (padre), Elena Santonja (hermana, 1932-2016), Jaime de Armiñán (cuñado).
Cursó estudios musicales en el conservatorio y a partir de 1960 apareció como actriz en algunas películas, como El cochecito, de Marco Ferreri o La niña de luto, de Manuel Summers, y en programas de televisión. Fue en este medio donde comenzó a componer cabeceras y temas musicales junto a su amiga Gloria van Aerssen. Con la creación de Vainica Doble en 1971 su labor principal fue la de compositora.
En 1983 participaría en el álbum de Fernando Telletxea FAMA "El Otro Espejo" bajo el sello discográfico CFE. En el pondría voz a los coros y escribiría la letra de la canción "Oxford Street".

## Literatura infantil y juvenil
Carmen Santonja también publicó varios títulos de literatura infantil y juvenil como El planeta Analfabia, La malvada infantita, La sirena de la fábrica, Mermelada de anchoas, El pájaro de fuego, La leyenda de Santa María de la Pena Negra, La Boutique Fantasque o Las travesuras de Till Eulenspiegel.